# Apostichopus californicus
Apostichopus californicus is een zeekomkommer uit de familie Stichopodidae.
De wetenschappelijke naam van de soort werd in 1857 gepubliceerd door William Stimpson.